# Наталі Кардон
Наталі Кардон (фр. Nathalie Cardone; *29 березня 1967, По, Атлантичні Піренеї, Франція) — французька акторка та співачка.

## Біографія
Наталі Кардон народилась на півдні Франції у сім'ї сицилійця та іспанки.
Знімалась у фільмі «La Petite Voleuse» (Claude Miller). Відома піснею та кліпом «Hasta Siempre», присвяченим латиноамериканському революціонеру Че Геварі. Співпрацювала з Лораном Бутонна.
У 2010 році Наталі Кардон піднялася на борт турецького корабля з гуманітарним вантажем, який потім вирушив у блокований Ізраїлем сектор Газа.

## Фільмографія
- Дивне місце для зустрічі (Drôle d'endroit pour une rencontre) (1988) — Sylvie
- Маленька злодійка (La Petite Voleuse) (1988) — Mauricette
- (J'aurais jamais dû croiser son regard) (1989) — Zoé
- (La Fille des collines) (1990) — Angélina
- Дехто (Quidam) (1992) — * Хроніки молодого Індіани Джонса (серіал) (Les Aventures du jeune Indiana Jones) (2-й сезон, епізод 16) (1993) — Fernande Olivier
- Ад (L'Enfer) (1994) — Marylin
- (Le Sourire) (1994) — Brigitte
- Вершина світу (El Techo del mundo) (1995) — Thérèse
- (L'Avocate) (1996) (телевізійний серіал, епізод Linge sale en famille) — Fanny
- (Regarde-moi) (1996) — La femme
- (La colère d'une mère) (телефільм) (1997) — Sandrine Dupin

## Дискографія

### Студійні альбоми
- 1999 Nathalie Cardone (# 30 Франція, # 26 Бельгія)
- 2008 Servir le beau

### Сингли
| Рік  | Сингл                           | Найвища позиція | Найвища позиція | Найвища позиція | Альбом             |
| Рік  | Сингл                           | Франція         | Бельгія         | Нідерланди      | Альбом             |
| ---- | ------------------------------- | --------------- | --------------- | --------------- | ------------------ |
| 1997 | Hasta siempre (Chanson)         | 2               | 1               | 99              | Nathalie Cardone   |
| 1998 | Populaire                       | 88              | —               | —               | Nathalie Cardone   |
| 1999 | …Mon ange                       | 8               | 2               | —               | Nathalie Cardone   |
| 1999 | Baila si                        | —               | —               | —               | Nathalie Cardone   |
| 1999 | Les hommes de ma vie (promo)    | —               | —               | —               | Nathalie Cardone   |
| 2001 | Que serai-je demain ?           | 92              | —               | —               |                    |
| 2003 | Combat Combo                    | 22              | —               | —               | Le cœur des femmes |
| 2008 | Yo soy rebelde / Hasta siempre  | 24              | —               | —               | Servir le beau     |
| 2008 | Ma sœur (sera jamais ma rivale) | 57              | —               | —               | Servir le beau     |
| 2009 | Le temps des fleurs             | 44              | —               | —               | Servir le beau     |
| 2009 | Si se calla el cantor           | 43              | —               | —               | Servir le beau     |